# World Team Tennis
 (octobre 2007).
Améliorez-le ou discutez des points à vérifier. 
Pour les articles homonymes, voir WTT.
 (mars 2023).

Logo de la ligue World Team Tennis.

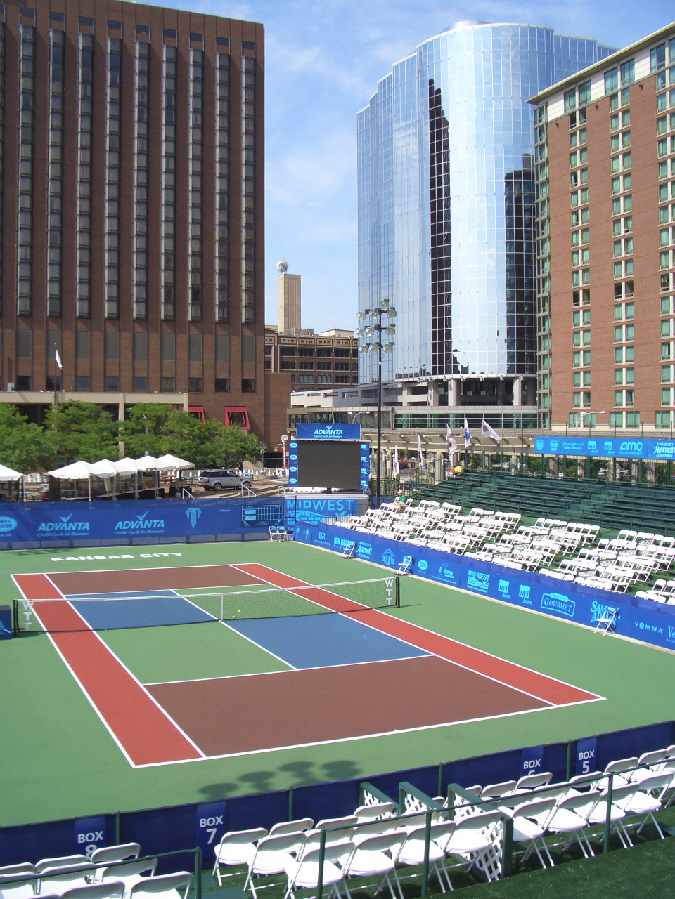
Court de tennis aux couleurs de la ligue WTT à Kansas City (Missouri).

La ligue World Team Tennis (WTT) est un circuit qui, en Amérique du Nord, oppose plusieurs équipes de tennis, au nom de villes américaines, regroupant à la fois des joueuses et des joueurs professionnels, en activité et retraités. Elle a été appelée "Intervilles" en France[pas clair][réf. nécessaire].
Le WTT est composé d’équipes mixtes qui s’affrontent dans un format de six sets. Un set double homme et femme suivi d’un set simple et se terminant par deux sets de double mixte. L’équipe ayant reporté le plus de jeu cumulé est déclaré vainqueur à la fin. 

## 1973-1978
Fondée en 1973 par George MacCall (premier président de la WTT), Larry King, Dennis Murphy (en), Fred Barman (un impresario à Hollywood) et Jim Jorgensen (président de l'équipe nationale soviétique de tennisTeam), les premiers matchs de la ligue WTT se jouent en mai 1974 pour s'interrompre à l'issue de la saison 1978. 
Les différentes zones de jeu sur le court de tennis étaient matérialisées par des zones de différentes couleurs, en lieu et place des lignes habituelles, impliquant des règles du jeu légèrement différentes. 
Rod Laver, Billie Jean King, Björn Borg, Chris Evert, John McEnroe, Evonne Goolagong et Jimmy Connors ont notamment fait des apparitions pendant ces cinq années.
C'est au sein de la WTT que, pour la première fois, des sportifs soviétiques ont participé à une épreuve professionnelle sur le sol américain.
Considérant le WTT comme une compétition concurrente non homologuée, le président de la fédération française de tennis, Philippe Chatrier, interdit à ses participants l'accès au tournoi de Roland-Garros. C'est ainsi que Björn Borg rate la compétition en 1977, de même que Jimmy Connors (1974-78) ou Chris Evert (1976-78).

## Depuis 1981

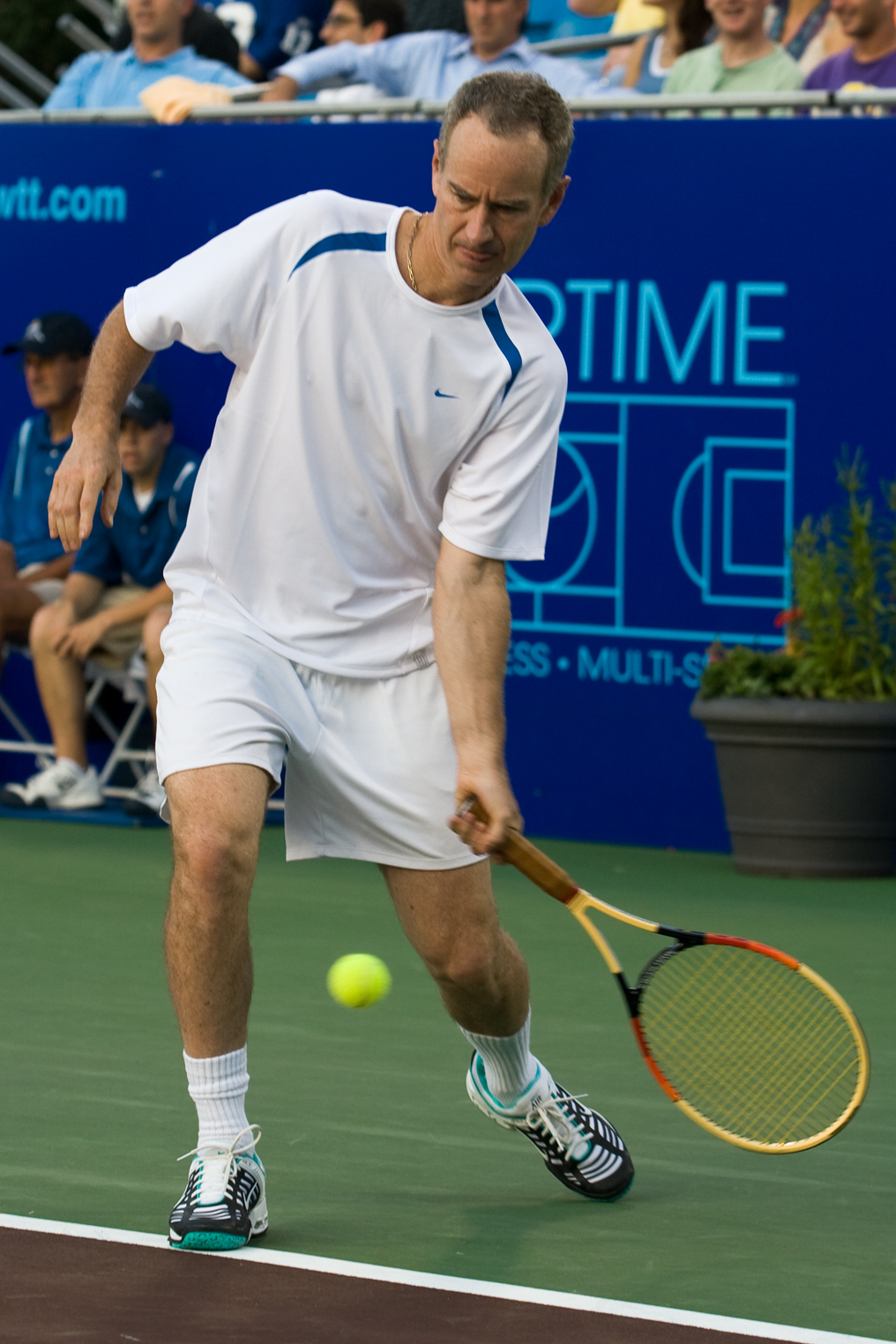
John McEnroe lors d'un match WTT en 2007.

Rebaptisée Team Tennis en 1981, la ligue végète jusqu'en 1991, pour cause de difficultés financières (huit équipes seulement engagées chaque année, dont la moitié en Californie). En 1992, elle acquiert son nom actuel (World Team Tennis). Élue présidente en 1984, Billie Jean King, c'est Ilana Kloss qui occupe ce poste depuis février 2001.
En simple (dames, messieurs), double (dames, messieurs) ou mixte, chaque rencontre se dispute en une manche, au meilleur des cinq jeux, avec un super tiebreak à quatre partout.

## Équipes engagées

### 1974-1978
- Banners de Baltimore (1974)
- Lobsters de Boston (1974-1978)
- Royals de Buffalo-Toronto (1974-1978)
- Aces de Chicago (1974)
- Nets de Cleveland (1974-1977) / Nets de la Nouvelle-Orléans (1978)
- Racquets de Denver (1974) / Racquets de Phoenix  (1975-1978)
- Loves de Détroit (1974) / Loves de l'Indiana (1975-1978)
- Flamingos de la Floride (1974)
- Leis d'Hawaï (1974-1976) / Cascades de Sea-Port  (1977) / Cascades de Seattle  (1977)
- E-Z Riders de Houston  (1974)
- Strings de Los Angeles (1974-1978)
- Buckskins du Minnesota (1974)
- Sets de New York (1974-1976) / Apples de New York (1977-1978)
- Freedoms de Philadelphie (1974)
- Triangles de Pittsburgh (1974-1976)
- Golden Gaters de San Francisco (1974-1978)
- Friars de San Diego (1975-1978)
- Équipe nationale d'Union Soviétique de tennis (Keystones de Pennsylvanie) (1977)
- Oranges d'Anaheim (1978)

### 1992-2009
- Sneakers de l'Idaho (1994-2000)
- Wranglers de Houston (2005-2007)
- Smash du Delaware (1998-2008)

#### Équipes actives en 2009
- Conférence de l'Est
  - Lobsters de Boston (depuis 2005)
  - Buzz de New York (depuis 1995)
  - Sportimes de New York (depuis 2000)
  - Freedoms de Philadelphie (depuis 2001)
  - Kastles de Washington (depuis 2008)
- Conférence de l'Ouest
  - Explorers de Kansas City (depuis 1993)
  - Breakers de Newport Beach (depuis 2003)
  - Capitals de Sacramento (depuis 1988)
  - Lasers de Springfield (depuis 1996)
  - Aces de Saint-Louis (1994-2011)